# Villa Eikenhof (Bussum)
Villa Eikenhof aan de Regentesselaan 39 in Bussum, in de wijk Het Spiegel is een woning, gebouwd in 1901 voor Jo Bonger en Johan Cohen Gosschalk en is een gemeentelijk monument.

## Geschiedenis
De villa is in opdracht van Jo Bonger, schoonzus van Vincent van Gogh gebouwd en is ontworpen door de architect Willem Cornelis Bauer uit Bussum. Hij was ook de bedenker van een aantal woningen en hutten op de kolonie Walden.
Als aandenken van de bouwstartdatum is op een hoek van de villa een gevelsteen aangebracht, door de neef van Vincent van Gogh genaamd Vincent Willem van Gogh, met daarop de inscriptie, 9 april 1901 en zijn naam : Vincent van Gogh.
In de tuin werd het voormalige atelier van Willem Bauer opnieuw opgebouwd. Hoewel dit atelier inmiddels niet meer bestaat, geeft dit wel inzicht in de relatie tussen
Willem Bauer en het gezin Cohen-Bonger. Jo Bonger heeft de architect voorheen in haar pension leren kennen aan de Koningslaan 4 (Villa Helma) in Bussum, toen hij daar een kamer huurde gedurende een halfjaar van eind 1897 tot zomer 1898.
Het pand heeft daarna een korte tijd een groot deel van de collectie van de beroemde schilder gehuisvest. Vanuit dit huis is de roem van de kunstenaar begonnen, na het vele werk van Jo Bonger. Hoewel zij met haar kind en man in 1904 naar Amsterdam verhuisde bleef de villa nog tot 1978 in familiebezit, maar het huis werd verhuurd.
De schilderijen, tekeningen en brieven die Jo erfde, uit de nalatenschap van Vincent van Gogh, vormden uiteindelijk de startcollectie voor het Van Goghmuseum in Amsterdam.

## Beschrijving
Het huis is in de kenmerkende stijl van de ontwerper Bauer opgetrokken met gepleisterde witte muren met veel hout detailwerk, het dak is met rode dakpannen bedekt. Het unieke van het huis is, behalve dat dit een van de weinige gave overgebleven werken is van de architect, dat het huis praktisch in originele staat verkeert. Het huis en de tuin hebben veel achterstallig onderhoud.

## Status
De eigenaar wilde het pand laten slopen. Daarna zou er op dezelfde plek nieuwbouw gepleegd moeten worden. Echter door toedoen van Erfgoedvereniging Bond Heemschut, Stichting Behoud Bussums Erfgoed en de Historische Kring Bussum zijn er protesten gekomen, die aanleiding hebben gegeven voor vragen bij de gemeenteraad van de Gooise Meren over het wel of niet slopen van deze woning.
Er werd een procedure gestart om de woning als gemeentelijk monument aan te kunnen merken. In deze fase mocht er niets gewijzigd of veranderd worden in de situatie betreffende het pand en genoot het pand een zogenaamde voorbescherming. Op 3 november 2021 werd het pand door de gemeente Gooise Meren definitief aangemerkt als Gemeentelijk Monument. Tegelijkertijd is de woning verkocht aan een nieuwe eigenaar.

### Herstel
De villa is in een fase van herstel aangekomen, het pand wordt grondig opgeknapt van binnen, waarbij de oude stijlkenmerken met hout zo zorgvuldig mogelijk worden bewaard. De open haarden zijn nog uitgerust met authentieke oud-Hollandse tegeltjes. 
De tuin heeft een grote schoonmaakbeurt gehad, waarbij veel struik- en boomwerk weer in proportie is gebracht, hierbij valt op dat het huis op een bijzonder groot stuk grond staat met daarbij een lange oprijlaan. Oorspronkelijk stond het huis aan de rand van de woonwijk Het Spiegel, naderhand is er nog een rij woningen achter gekomen.

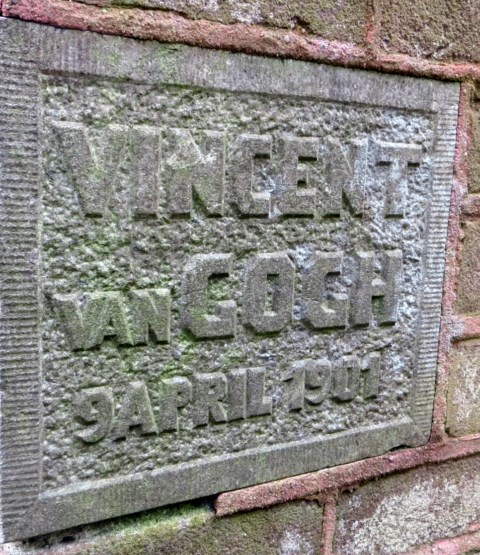
Hoeksteen Villa Eikenhof
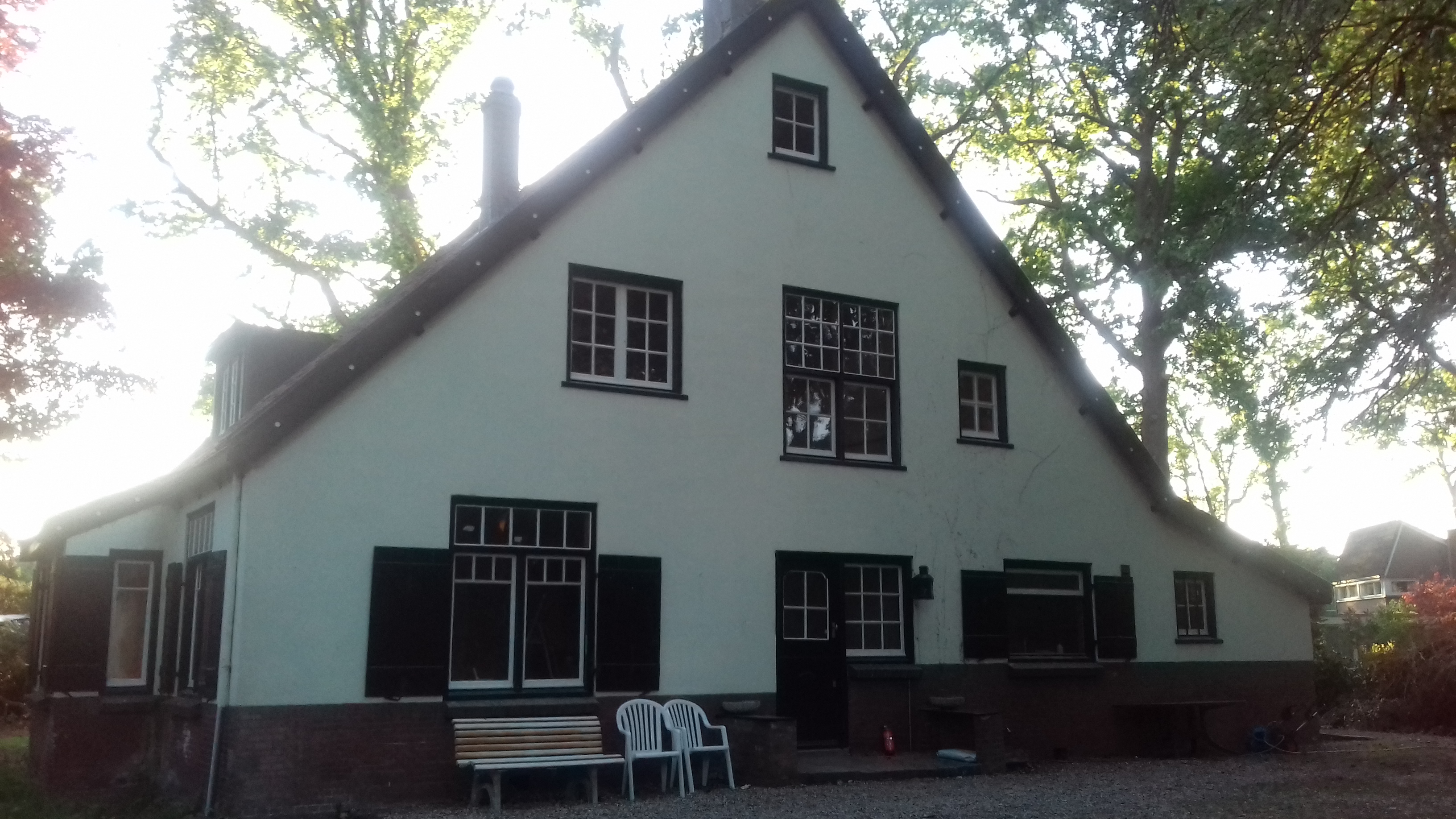
Villa Eikenhof voorkant
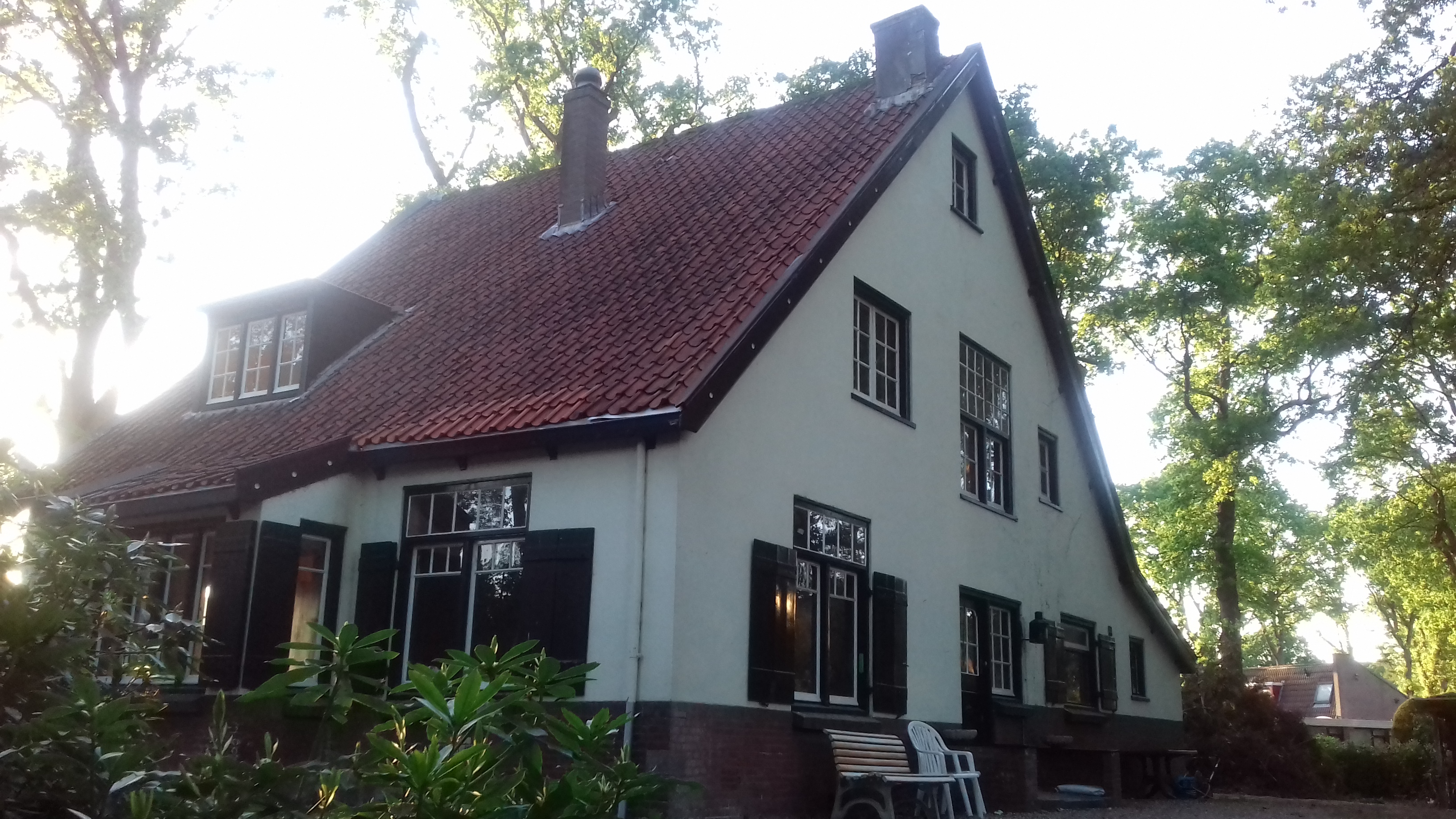
Villa Eikenhof zijkant
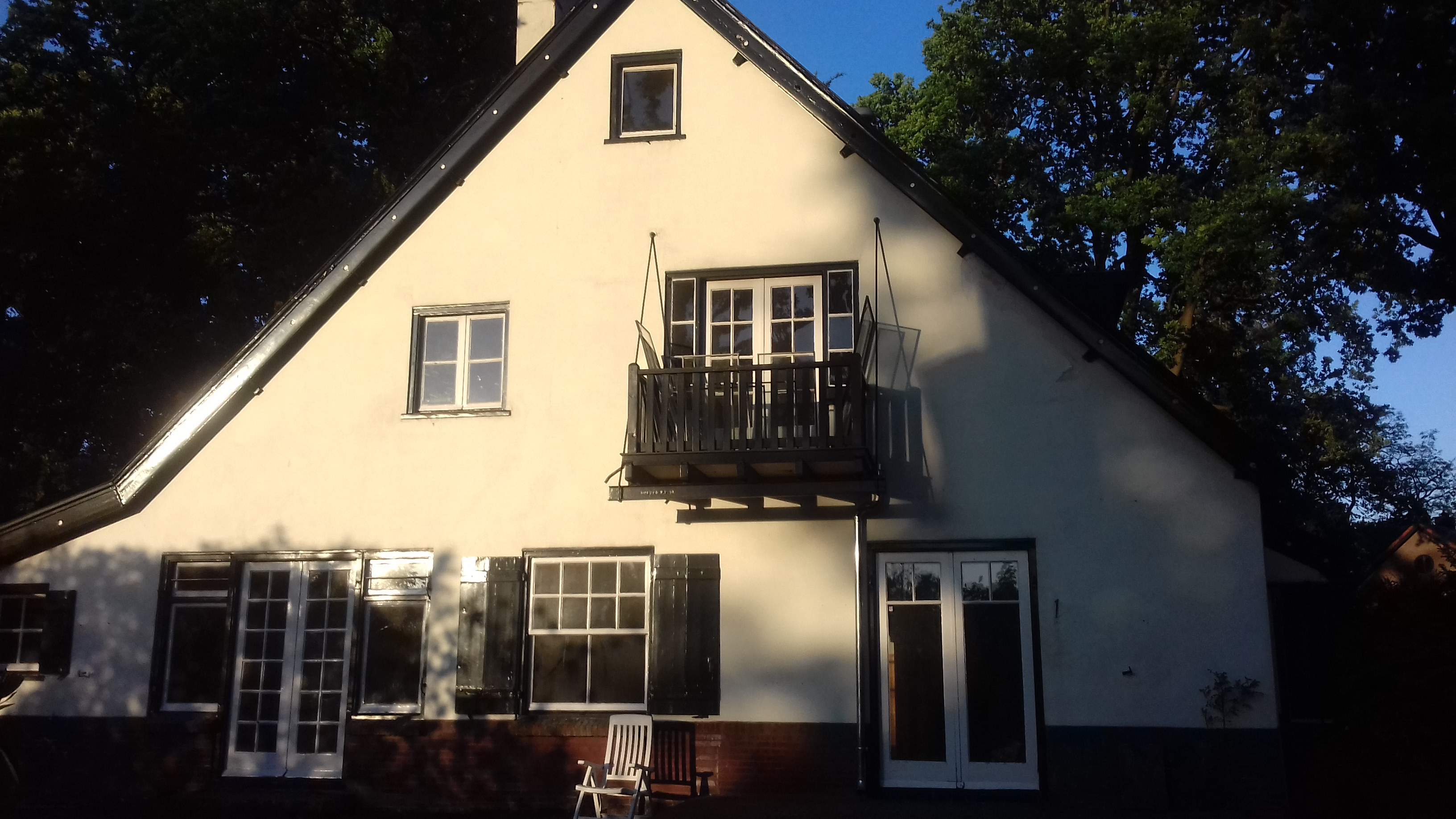
Villa Eikenhof achterkant